# Marc Mattioli
Marc Mattioli (Roswell, ...) è un allenatore di football americano statunitense con esperienza in NCAA Division I FBS.